# Голлі Смейл
Голлі Смейл (англ. Holly Smale) — британська письменниця, яка насамперед відома як авторка книжкової серії «Дівчина-Ґік» (2013—2017).

## Біографія
Народилася 7 грудня 1981 року в Гартфордширі в Англії, Велика Британія. З юного віку захоплювалася читанням та письмом, тому часто ставала об'єктом знущань з боку інших дітей. Такий стан речей, зрештою, вплинув на вибір майбутніх тем для її письменницької діяльності. У п'ятнадцятирічному віці впала в око одному з лондонських модельних агентств. Протягом двох років працювала моделлю, але, як згодом зазначила в одному зі своїх інтерв'ю, ця професія їй була не до вподоби.
Смейл навчалася в Бристольському університеті та здобула ступінь бакалавра з англійської літератури і ступінь магістра з досліджень творчості Шекспіра. Працювала на різних роботах, зокрема викладала англійську в Японії, та багато подорожувала.

## Дівчина-Ґік
Першопочатково книжкова серія «Дівчина-Ґік» задумувалася як трилогія, а не гексалогія. Книги розповідають про п'ятнадцятирічну школярку-ґіка на ім'я Гаррієт Меннерс, яка перевертає своє життя з ніг на голову, коли вирішує спробувати себе у ролі моделі. Перший роман серії — «Дівчина-Ґік» — отримав позитивну оцінку як від критиків, так й від читачів, і посів перше місце у списку дебютних підліткових книг 2013 року у Великій Британії. 2014 року книга здобула премію «Waterstones' Children's Book Prize» у категорії «Підліткова література» та премію «Leeds Book Award» у категорії «Вік 11–14 років».
Також роман увійшов до короткого списку таких літературних премій: «Roald Dahl Funny Prize» (2013), «Queen of Teen award» (2014) та «Branford Boase Award» (2014).
Книжкова серія складається з шести романів:
- Geek Girl (2013) — «Дівчина-Ґік»;
- Model Misfit (2013) — «Модель-незграба»;
- Picture Perfect (2014) — «Міс досконалість»;
- All That Glitters (2015) — «Весь цей блиск»;
- Head Over Heels (2016) — «По самі вуха»;
- Forever Geek (2017) — «Назавжди ґік».

Спеціально для Всесвітнього дня книги 2015 року (ВБ та Ірландія) Смейл написла додаткову книгу спін-офф «Ґік-драма» (англ. Geek Drama), події якої відбуваються між другим та третім романом серії. 2015 року вийшло різдвяне видання «Все заплутано» (англ. All Wrapped Up), яке також стоїть окремо від основної книжкової серії. Влітку 2016 також світ побачила книга під назвою «Сонячна сторона» (англ. Sunny Side Up).

## Переклади українською
- Голлі Смейл. Дівчина-Ґік. — Book Chef, 2017. — 336 с. — ISBN 978-617-7347-15-5.
- Голлі Смейл. Дівчина-Ґік. Модель-незграба. — Book Chef, 2017. — 352 с. — ISBN 978-617-7347-81-0.
- Голлі Смейл. Дівчина-Ґік. Міс досконалість. — Book Chef, 2018. — 368 с. — ISBN 978-617-7559-47-3.